# Sagamichthys schnakenbecki
Sagamichthys schnakenbecki är en fiskart som först beskrevs av Krefft, 1953.  Sagamichthys schnakenbecki ingår i släktet Sagamichthys och familjen Platytroctidae. Inga underarter finns listade i Catalogue of Life.